# Diadegma laricinellum
Diadegma laricinellum là một loài tò vò trong họ Ichneumonidae.